# Alekszej Petrovics Rasztvorcev
Alekszej Petrovics Rasztvorcev (oroszul: Алексей Петрович Растворцев; Belgorod, 1978. augusztus 8. –) olimpiai bronzérmes orosz válogatott kézilabdázó, balátlövő.

## Pályafutása

### Klubcsapatokban
A Gyermek- és ifjúsági sportiskolában, valamint szülővárosának csapatában kezdett el kézilabdázni 1989-ben. 1995-ben lett az Energija Voronyezs játékosa, ahol nyolc éven át kézilabdázott. 2003 nyarán igazolt a Csehovszkije Medvegyihez. A 2005–2006-os idényben Kupagyőztesek Európa-kupáját nyert a csapattal, míg 2003 és 2013 között minden évben bajnoki címet ünnepelhetett hazájában. A Medvegyi pénzügyi nehézségei miatt 2013 nyarán a macedón Vardar Szkopjéhoz igazolt, ahol a csapat védelmének meghatározó játékosa volt. Ugyan 2013 novemberében vállsérülése miatt több hónapos kihagyás várt rá, bajnoki címet és SEHA-ligát nyert a csapattal. A 2015–2016-os szezonban a vajdasági RK Vojvodina együttesében játszott, amellyel bajnoki címet nyert, majd az idény végén befejezte pályafutását.

### A válogatottban
1998 és 2013 között 246 alkalommal lépett pályára az orosz kézilabda-válogatottban. Tagja volt a 2004-es athéni olimpián bronzérmes csapatnak, csakúgy, mint a négy évvel későbbi ötkarikás játékokon hatodik helyezett együttesnek is.

## Repülőgépi incidens
2015. december 6-án az RK Vojvodina játékosai és az edzői stáb repülővel repültek haza Portugáliából, ahol a Porto ellen játszottak a Bajnokok Ligájában. A Frankfurt-Belgrád repülőjáraton egy amerikai útlevéllel rendelkező jordán férfi megpróbált behatolni a pilótafülkébe, azonban ezt Rasztvorcev és Milan Mirković másodedző megakadályozták.

## Sikerei, díjai
Csehovszkije Medvegyi
- Orosz bajnok: 2003–2013
- Orosz Kupa-győztes: 2009, 2010, 2011, 2012, 2013
- Kupagyőztesek Európa-kupája-győztes: 2006

RK Vardar
- Macedón bajnok: 2015
- Macedón Kupa-győztes: 2014, 2015
- SEHA-liga-győztes: 2014

RK Vojvodina
- Szerb bajnok: 2016